# Circolo Teatro del Sale
Il Circolo Teatro del Sale, in via de' Macci 111 rosso, è un ristorante-teatro aperto a Firenze nel settembre del 2003.

## Storia e descrizione
Si tratta di un luogo ricavato dall'accorpamento di fondi di storici edifici di via dei Macci. Gli ideatori sono il cuoco Fabio Picchi, patron del vicino storico ristorante "Cibreo", e l'attrice/regista Maria Cassi. Si tratta di un ristorante-teatro, dove è possibile consumare dapprima la cena a buffet e successivamente essere spettatori di concerti, danze, spettacoli vari, anche di artisti emergenti.
Il Circolo Teatro del Sale ha prodotto lo spettacolo "My life with men... and other animals" (La mia vita con gli uomini... e altri animali),  scritto da Patrick Pacheco e Maria Cassi, per la regia di Peter Schneider e interpretato dalla stessa Maria Cassi.